# Медвежий поцелуй
«Медвежий поцелуй» — художественный фильм, снятый режиссёром Сергеем Бодровым (старшим) в 2002 году.
Последняя роль в кино Сергея Бодрова (младшего).
Премьера в мире состоялась 3 сентября 2002 года.

## Сюжет
Маленького медвежонка, родившегося в сибирской тайге, охотники сдают торговцу животными, перед этим насмерть застрелив его мать медведицу. Международной цирковой группе, выступавшей в городе, понадобились дикие звери, и воздушная гимнастка Кармен вместе с мужем Марко и дочкой Лолой приходят за новыми зверями. Лола увидела в клетке одинокого медвежонка и сразу влюбилась в него.
Кармен вскоре, устав от тягот кочевой жизни, сбежала из группы, на прощание рассказав Лоле, что хоть и любит девочку как дочь, но матерью ей не является. Та осталась с бродячими циркачами, а вместе с ней — и медвежонок, получивший имя Миша. Он переезжал в цирковом фургоне из страны в страну: Россия, Швеция, Германия, Испания, и становился постепенно всё крупнее и крепче. Однажды Лола ночью проснулась и увидела в клетке не медведя, а молодого парня, который ей признался, что он и есть тот самый Миша. Миша тоже влюбляется в неё и рассказывает ей, что способен иногда превращаться в человека.
Чтобы навсегда остаться человеком, Мише нельзя убивать никого ни при каких обстоятельствах в течение года. Но выполнить это условие Миша не может: ему приходится убить человека, для защиты Лолы, и лишиться навечно своей способности, и потерять любовь. Девушка отвозит его на цирковом фургоне в сибирскую тайгу и там отпускает на волю, а сама, не выдержав, бежит за ним, становится медведицей и уходит в лес вместе с Мишей.

## В ролях
- Ребекка Лильеберг — Лола
- Сергей Бодров-младший — Миша
- Йоахим Круль — Гроппо
- Кит Аллен — Лу
- Маурицио Донадони — Марко
- Ариадна Хиль — Кармен
- Сильвио Орландо — Альберто
- Александр Баширов — торговец животными
- Кирилл Плетнёв — Ник

## Рецензии
Сценарий никак не может выбрать между коммерчески зрелищным проектом и философической притчей. Коммерция требует яркой картинки, её обеспечивает цирк вкупе с путешествием по странам Европы. Притча апеллирует к мысли и самоуглубленности, но мысль, заявленная едва ли не с начала, никуда не движется. Остаются два любящих существа, беззащитных перед жестокостью окружающего мира, несмотря на всю мощь медвежьих когтей. А это остановленное мгновение для живописного полотна, но не сюжет для кинематографической картины— Валерий Кичин, обозреватель «Российской газеты»

## Съёмки
Сценарий «Медвежьего поцелуя» лежал у Бодрова (старшего) почти десять лет. Сначала на роль медведей Бодров решил пригласить актёров из Чехии. Но у актёров оказался такой скандальный характер, что работать с живыми медведями показалось проще. Режиссёр пригласил дрессировщика Юрия Александрова из Московского цирка на проспекте Вернадского. Для съёмок выбрали трех медведей-подростков и маленького медвежонка.

Серёжа медведей спокойно гладил. И медведям он нравился. Но в кадре они не встречались. Мишки работали с Ребеккой, но чувствовали, что актриса их боится, и недолюбливали её…— Юрий Александров (дрессировщик медведей).
У Бодрова (младшего) и Ребекки Лильеберг из-за напряжённости долго не получалось сыграть любовную сцену. Для того чтобы расслабиться, Ребекка выпила две бутылки вина.
Это последняя завершённая роль в кино Сергея Бодрова-младшего, погибшего на съёмках своего второго фильма «Связной». Выход фильма «Медвежий поцелуй» в прокат состоялся уже после его гибели. Отец после трагедии не хотел выпускать картину в прокат, но после долгих раздумий всё же решил дать фильму «жизнь».